# Luis Chang Reyes
Luis Vicente Chang Reyes (Lima, 25 de agosto de 1937) es un ingeniero y embajador peruano de ascendencia china. Es autor de Por una taza de té y se desempeñó como ministro de Transportes, Comunicaciones, Vivienda y Construcción del Perú durante el gobierno de Alejandro Toledo, desde el 28 de julio del 2001 hasta el 12 de julio del 2002.

## Biografía
Estudió en el Colegio América del Callao. 
Estudió la carrera de ingeniería en la Universidad Nacional de Ingeniería en Lima Perú y luego obtuvo una Maestría en Ingeniería Sanitaria de Delft University of Technology, en la ciudad de Delft en Holanda.
Trabajó como ingeniero sanitario en la ciudad de Hamburgo para luego regresar al Perú como profesor principal de la Universidad Nacional de Ingeniería en Lima, Perú.  Al mismo tiempo fue fundador de la empresa SANIDRO, empresa de ingeniería que hacía trabajos de ingeniería, Hidráulica e Hidrológica.  En 1973 fue consultor del WHO (World Health Organization) de la ONU en India, Bangladés, Indonesia y Tailandia para proyectos de abastecimiento de agua y saneamiento.  En el año 1975 ingresó como funcionario al IBRD (International Bank for Reconstruction and Developement) del Banco Mundial en Washington D. C., donde participó en proyectos de inversión del Banco Mundial en Bahamas, Panamá, Argentina, Bolivia, Brasil, Colombia, México, Paraguay, Perú y Uruguay. En el año 1982, el presidente del Perú, Arq. Fernando Belaúnde Terry lo invitó a participar en su gobierno para encargarse del proyecto Sheque Transvase Mantaro para el suministro de agua de la ciudad de Lima.  En 1984 fue nombrado Viceministro de Energía. Desde 1985-1987 fue nombrado Viceministro de Energía en el gobierno del Presidente Alan García Pérez. En 1987 regresa al Banco Mundial en Washington D. C.   
En 1995, Alberto Fujimori lo invita a trabajar en su gobierno en el equipo del entonces ministro de Economía Jorge Camet para colaborar en los préstamos de agua e infraestructura. A los seis meses retorna al Banco Mundial a la oficina del Perú desde donde asume la responsabilidad del Perú, Bolivia, Argentina, Chile y Paraguay. En el año 2000 fue invitado por el presidente Valentín Paniagua para colaborar como Viceministro de Infraestructura del Perú.  
En julio del 2001 fue nombrado Ministro de Transportes, Comunicaciones y Vivienda por el gobierno de Alejandro Toledo.
Fue Embajador Extraordinario y Plenipotenciario del Perú en la República Popular China y Embajador concurrente en la República Islámica de Pakistán desde el 1 de noviembre de 2002 hasta el 26 de julio de 2006. En el 2007 el gobierno chino lo nombra asesor internacional del Buró Nacional de Reliquias Culturales de la República Popular China.
En el año 2002 fue nombrado profesor emérito de Ingeniería Sanitaria de la Universidad Nacional de Ingeniería.
En el año 2002 fundó conjuntamente con Pedro Pablo Kuczynski la ONG Agua Limpia.
En el 2019, publicó una investigación con el título Por una taza de té, después de quince años de investigación de la migración China al mundo motivada por la agresión de los países occidentales al introducir opio a la China en los últimos 200 años. 
Presidente del Centro Cultural Peruano Chino (2008- a la fecha) 